# 海老野貴勇
海老野 貴勇（えびの たかお、1965年7月21日- ）は、アスレティックトレーナー。香川県高松市出身。プロ野球選手としての経験はない。

## 来歴・人物
丸亀商業高校にて選抜甲子園に出場経験有り。高校卒業後は福岡工業大学へ進学し、敢闘賞、捕手としてベストナイン受賞。卒業後ユタ州立大学へ進学し、運動生理学、心理学を専攻。
1993年から2007年まで東京ヤクルトスワローズにてコンディショニングコーチを務め、スワローズの黄金時代を支える。
2007年度に早稲田大学大学院人間科学研究科修了。修士論文の題目は「プロ野球選手の筋形態の特徴」。
米国留学を経て、2009年より阪神タイガースの一軍トレーニングコーチ補佐に就任し、2011年まで務めた。
2012年より、東北楽天ゴールデンイーグルス編成部国際グループマネージャーを務める。

## 背番号
- 93 （1993年 - 2007年、2009年 - 2011年）